# Daikin
Daikin Industries, Ltd. (ダイキン工業株式会社 Daikin Kōgyō Kabushiki-gaisha) er en japansk multinational producent af airconditionanlæg med hovedkvarter i Osaka.
Daikin har opfundet variable refrigerant flow (VRF) aircondition. Virksomheden blev etableret i 1924 som Osaka Kinzoku Kogyosho LP af Akira Yamada. I 1982 skiftede de navn til Daikin Industries, Ltd.